# Hans van den Hende
Johannes Harmannes Jozefus (Hans) van den Hende, né à Groningue le 9 janvier 1964, est un ecclésiastique catholique néerlandais qui est l'actuel évêque de Rotterdam.

## Biographie
Hans van den Hende poursuit ses études au Maartenscollege de Haren (Groningue), puis étudie la théologie et la philosophie au collège catholique de théologie d'Utrecht de 1982 à 1989. Ensuite il entre à l'Ariënskonvikt (nouveau séminaire interdiocésain  d'Utrecht ouvert en 1987 et fermé en 2016). De 1989 à 1994, il étudie le droit canonique à Rome à l'université pontificale grégorienne où il obtient un doctorat après une thèse sur le rôle des conférences épiscopales depuis le concile Vatican II. Il reçoit le diaconat en 1990 et il est ordonné prêtre le 6 avril 1991 par Johannes Niënhaus, évêque auxiliaire d'Utrecht.
De 1994 à 2003, Hans van den Hende effectue son travail pastoral à Oosterwolde, Gorredijk et Zorgvlied. En 1997, il est nommé chancelier du tribunal ecclésiastique d'Utrecht-Groningue. Le 1er janvier 2000, il est nommé vicaire général du diocèse de Groningue, devenant ainsi le bras droit de Willem Jacobus Eijk.
Le 9 septembre 2006, le pape Benoît XVI nomme Johannes van den Hende évêque coadjuteur de Breda (avec droit de succession de Martinus Muskens) qui choisit comme devise Sine temore serviamus Illi (Luc I, 75, cantique de Zacharie). Il devient ainsi en 2007 le dixième évêque de Breda (depuis le rétablissement de la hiérarchie catholique en 1853). Il reçoit la consécration épiscopale le 25 novembre 2006 des mains de Muskens. En octobre 2008, il participe au synode à Rome au nom de la conférence des évêques néerlandais .
Le 10 mai 2011, Hans van den Hende est nommé évêque de Rotterdam ; il prend possession de son siège le 2 juillet 2011 dans un contexte de l'effondrement du catholicisme dans ce diocèse. 
Hans van den Hende s'est toujours intéressé à la jeunesse. Il s'est rendu en tant qu'évêque de Breda avec un groupe de jeunes aux JMJ de 2008 qui se sont tenues à Sydney et en août 2011 aux JMJ de Madrid. Il a institué un Tour de la Foi en tant qu'évêque de Rotterdam afin de rencontrer des jeunes deux fois par mois, dans un contexte où l'Église catholique néerlandaise (et particulièrement à Rotterdam) est marginalisée face à la montée de l'athéisme hédoniste et de l'islam et où la société néerlandaise se détourne massivement dans son ensemble de l'enseignement de l'Église.
En 2016, les évêques des Pays-Bas l'élisent comme président de la conférence épiscopale des Pays-Bas pour un mandat de cinq ans.